# Stanisław Starzyński
Stanisław Starzyński (ur. 18 kwietnia 1853 w Snowiczu, zm. 17 listopada 1935 we Lwowie) – polski prawnik i polityk, znawca prawa konstytucyjnego, profesor, dziekan Wydziału Prawa i rektor Uniwersytetu Lwowskiego.

## Życiorys
Urodził się 18 kwietnia 1853 r. w Snowiczu (powiat złoczowski, gmina Remizowce), w rodzinie Bojomira Starzyńskiego i Zofii z Kulczyckich (zm. 1914), brat Tadeusza, posła oraz Jadwigi. Nauki początkowe pobierał w domu rodzinnym. Od II klasy uczęszczał do Gimnazjum im. Franciszka Józefa we Lwowie, gdzie w 1872 r. zdał egzamin dojrzałości. W 1876 z odznaczeniem ukończył studia na Wydziale Prawa Uniwersytetu Lwowskiego. Trzy lata później, na tymże uniwersytecie uzyskał stopień doktora praw. Był współzałożycielem i prezesem Biblioteki Słuchaczów Prawa oraz Czytelni Akademickiej. W latach 1876–1879 pracował jako urzędnik w Namiestnictwie Lwowskim, a w 1879 w starostwie w Tarnowie. W roku akademickim 1880/81 studiował na Uniwersytecie w Wiedniu. W marcu 1883 uzyskał veniam legendi z austriackiego prawa politycznego na podstawie pracy pt. O t.zw. ustawodawstwie tymczasowym. Studium porównawcze z dziedziny prawa politycznego (opubl. Lwów 1883). Od 1883 r. do śmierci prowadził wykłady z prawa konstytucyjnego na Wydziale Prawa Uniwersytetu Lwowskiego. Postanowieniem cesarskim z 23 kwietnia 1889 został mianowany profesorem nadzwyczajnym prawa politycznego na Wydziale Prawa i tym samym powstała pierwsza samodzielna polska katedra prawa politycznego (konstytucyjnego). Trzy lata później, mocą postanowienia cesarskiego z 4 lipca 1892 r. został mianowany profesorem zwyczajnym. Katedrą prawa politycznego prof. Starzyński kierował do 1925 r. W latach 1895/96 i 1918/19 był dziekanem Wydziału Prawa ULw., a w roku 1896/97 prodziekanem. W roku 1913/1914 był rektorem, a w roku 1914/15 prorektorem. Był członkiem Komisji Sejmowo-Konstytucyjnej Tymczasowej Rady Stanu. W styczniu 1925 r. prof. Starzyński przeszedł na emeryturę opowiadając się, aby jego następcą został Ludwik Ehrlich. W lutym tego roku Ministerstwo Wyznań Religijnych i Oświecenia Publicznego mianowało go profesorem honorowym. W latach 1930–1935 wykładał także w ramach Studium Dyplomatycznego Uniwersytetu Jana Kazimierza we Lwowie.
Prof. Starzyński był też przez wiele lat działaczem politycznym. W latach 1884–1893 był członkiem Rady i Wydziału (zarządu) powiatu lwowskiego. W latach 1907–1913 zasiadł w Sejmie Krajowym we Lwowie. W latach 1884–1888, 1901–1907 i 1907–1911 był członkiem wiedeńskiej Izby Poselskiej (Rady Państwa). W okresie tym był autorem i współautorem licznych aktów prawnych dot. prawa wyborczego, prawa konstytucyjnego i prawa administracyjnego. W okresie 1907–1911 był wiceprezydentem Izby Poselskiej. Przyczynił się w 1909 r. do rozszerzenia autonomii Galicji, poprzez ustawę nazwaną jego imieniem (lex Starzyński). W latach 1917–1918 był członkiem austriackiej Izby Panów.
Od 1917 r. brał udział w pracach nad projektem konstytucji dla Polski. W 1928 r. ogłosił autorski projekt reformy konstytucji. Był rzeczoznawcą w wielu kwestiach związanych z prawem konstytucyjnym. W II RP cieszył się opinią najwybitniejszego znawcy prawa konstytucyjnego. Opublikował wiele fundamentalnych dzieł z zakresu prawa konstytucyjnego, a także historii prawa konstytucyjnego. Nie do przecenienie jest też jego udział w opracowaniu historii Uniwersytetu Lwowskiego (wspólnie z Ludwikiem Finklem wydał Historyę Uniwersytetu Lwowskiego, Lwów 1894), w której opracował tom II obejmujący lata 1869–1894. Uczniami prof. Stanisława Starzyńskiego byli m.in.: Edward Dubanowicz, Ludwik Ehrlich, Antoni Wereszczyński, Hersch Lauterpacht i Stanisław Edward Nahlik. Starzyński był członkiem AU w Krakowie (od 1918 PAU), Towarzystwa Naukowego we Lwowie (1920). W 1932 r. otrzymał stopień doktora honoris causa Uniwersytetu Stefana Batorego w Wilnie. Posiadał honorowe obywatelstwa: Rawy Ruskiej, Sokala i Żółkwi.
Zmarł 17 listopada 1935 r. Pochowany obok grobów ojca i brata w kaplicy przypałacowej znajdującej się w wiosce Derewni koło Żółkwi, gdzie spędził też ostatnie lata życia. Po wysiedleniu Polaków z terenów przedwojennych wschodnich województw kaplica została przez miejscowych Ukraińców doszczętnie zniszczona a szczątki sprofanowane; nie pozostał po niej ślad.
Po śmierci Prof. Starzyńskiego Towarzystwo Biblioteka Słuchaczów Prawa UJK, którego jako student był założycielem i prezesem przybrało jego imię.

## Odznaczenia
- Krzyż Komandorski z Gwiazdą Orderu Franciszka Józefa (1908)[3]

## Wybrane publikacje
- O pierwszej konstytucji austryackiej: jej geneza i ocena, Kraków 1889.
- Kilka uwag spornych z zakresu prawa politycznego, Lwów 1882.
- Uwagi o prawnej stronie równouprawnienia narodowości w Austrii, Lwów 1883.
- Projekt galicyjskiej konstytucyi 1790/1 (Charta Leopoldina), Lwów 1893.
- Konstytucya Trzeciego Maja na tle współczesnego ustroju państw europejskich, Lwów 1892.
- Historya Uniwersytetu Lwowskiego, t. II (1869-1894) [w:] L. Finkel, S. Starzyński, Historya Uniwersytetu Lwowskiego, t. I-II, Lwów 1894.
- Studya z zakresu prawa wyborczego, Lwów: Jakubowski i Zadurowicz, ss. IV. i 292; dbitka z „Przeglądu Prawa i Administracji” 1895, 1896, 1897.
- Sprawy konstytucyjne i gminne na Sejmie roku 1895, „Przegląd Prawa i Administracji” 1895 [i w następnych latach].
- Bibliografia historii polskiej, 1891 (we współpracy z prof. Ludwikiem Finklem).
- Studia konstytucyjne, t. I-II, Lwów 1907 – 1909.
- Ogólne i austryackie prawo polityczne, Lwów 1911.
- Obywatelstwo państwa polskiego, Kraków 1921.
- Błędne teksty różnych wydań Konstytucji Rzeczypospolitej Polskie, PPA 1921.
- Kilka uwag o Konstytucji Rzeczypospolitej Polskiej, "Ruch Prawniczy i Ekonomiczny" 1921.
- Konstytucja  państwa polskiego, Lwów 1921.
- Powojenny ustrój państw europejskich, Kraków 1924-1926.
- W obronie praw podmiotowych, Lwów 1925, odbitka z „Księgi pamiątkowej ku czci Oswalda Balzera”.
- Sejmowa reforma wyborcza, PPA 1925.
- Współczesny ustrój prawno-polityczny Polski i innych państw słowiańskich, Lwów 1928.
- O niezmienności ustaw w Polsce dawnej i dzisiejszej, "Ruch Prawniczy Ekonomiczny i Socjologiczny" 1928.
- Projekt skodyfikowany nowej Konstytucji Rzeczypospolitej Polskiej, Lwów 1928.
- O dążeniach do reformy ustroju w niektórych państwach a zwłaszcza w Polsce, "Ruch Prawniczy Ekonomiczny i Socjologiczny" 1930.
- Nadrzędność czy równorzędność ustaw konstytucyjnych z ustawami zwykłymi? Normy prawne i metaprawne, [w:] Księga Pamiątkowa ku czci Władysław Abrahama, t. II, Lwów 1931.
- Luźne refleksje na temat ustrojów państwowych, Wilno 1932
- Rozważania konstytucyjne, "Ruch Prawniczy, Ekonomiczny i Socjologiczny" 1931, Lwów 1934.
- Analiza Konstytucji Rzeczypospolitej Polskiej z 23 kwietnia 1935 r., "Rocznik Prawniczy Wileński" 1936.
- biogramy w Polskim Słowniku Biograficznym (Dawid Abrahamowicz, Kazimierz Badeni, t. 1, 1935)
- Publikował też artykuły  po niemiecku w „Oesterreichisches Staatsworterbuch” Ulbricha i Mischlera, „Reichsraths-Wahl-ordnung”

## Literatura
- A. Redzik, Stanisław Starzyński (1853-1935) a rozwój polskiej nauki prawa konstytucyjnego, Warszawa-Kraków: Instytut Allerhanda, Wydawnictwo Wysoki Zamek 2012, ss. 356; ISBN 978-83-931373-2-9
- A. Redzik, Stanisław Starzyński – nestor polskich konstytucjonalistów z okresu Drugiej Rzeczypospolitej, [w:] Stanisław Starzyński, Współczesny ustrój prawno-polityczny Polski i innych państw słowiańskich, Warszawa: Wydawnictwo Sejmowe 2010 [reprint: Lwów 1928], s. VII-XLV.
- A. Redzik, Nauczanie i nauka prawa politycznego w Uniwersytecie Jana Kazimierza we Lwowie, „Przegląd Sejmowy” 2007, nr 5.
- E. Dubanowicz, L. Ehrlich, Stanisław Starzyński z okazji pięćdziesięciolecia doktoratu, Lwów 1932.
- S. E. Nahlik, Ś.p. Profesor Stanisław Starzyński, „Przegląd Prawa i Administracji”, 1935.
- L. Ehrlich, J. S. Langrod, Zarys historii nauki prawa narodów, politycznego i administracyjnego w Polsce, Kraków 1949.
- A. Redzik, Lwowska szkoła dyplomatyczna. Zarys historii Studium Dyplomatycznego przy Wydziale Prawa Uniwersytetu Jana Kazimierza we Lwowie (1930-1939), „Polski Przegląd Dyplomatyczny” 2006, t. 6, nr 5 (33), s. 121-149.
- B. Pawełko - Czajka, P. Fiktus, Aspekty prawa politycznego według Stanisława Starzyńskiego (1921-1935), Imponderabilia, 4/2012, Gdańsk 2012.